# Morristown (Indiana)
Morristown é uma cidade  localizada no estado americano de Indiana, no Condado de Shelby.

## Demografia
Segundo o censo americano de 2000, a sua população era de 1133 habitantes.
Em 2006, foi estimada uma população de 1257, um aumento de 124 (10.9%).

## Geografia
De acordo com o United States Census Bureau tem uma área de
2,5 km², dos quais 2,5 km² cobertos por terra e 0,0 km² cobertos por água. Morristown localiza-se a aproximadamente 254 m acima do nível do mar.

## Localidades na vizinhança
O diagrama seguinte representa as localidades num raio de 20 km ao redor de Morristown.